# Wolfgang Köhler
Wolfgang Köhler (Tallin, Estonia, 21 de enero de 1887 - Enfield, Nuevo Hampshire, Estados Unidos, 11 de junio de 1967), psicólogo, fue uno de los principales teóricos de la Escuela de la Gestalt, director del Instituto de Psicología de la Universidad de Berlín desde 1921 hasta 1935 y presidente de la Asociación Americana de Psicología desde 1956. Entre sus obras de mayor difusión se encuentran los trabajos de carácter divulgativo "Gestalt Psychology" y "The mentality of apes".

## Biografía

### Vida académica
Wolfgang Köhler nació el 21 de enero de 1887 en Reval, hoy Tallin, capital de la actual República de Estonia.
Cursó sus estudios en las universidades de Tübingen, Bonn y Berlín. En esta última, estudiaría bajo el magisterio del psicólogo experimental Carl Stumpf, director del Instituto de Psicología de la Universidad de Berlín, a quien posteriormente sucedería en el cargo. Fue asimismo discípulo de los físicos Max Planck y Walther Nernst, cuya docencia ejercería una notable influencia en su obra. En 1909 defiende su tesis sobre la percepción del sonido, psicología del sonido o psicoacústica "Akustische Untersuchungen I", dirigida por el propio Stumpf.

### Trayectoria profesional

#### Escuela de la Gestalt
Su carrera profesional comienza el mismo año, al ser contratado como ayudante de E. Schumann en el Laboratorio de Psicología de la Universidad de Fráncfort del Meno. En esta institución coincidiría con Kurt Koffka y Max Wertheimer, con quienes colaboraría en los célebres estudios experimentales sobre la percepción del movimiento y el efecto estroboscópico que marcarían el punto de partida para la llamada Escuela de la Gestalt.

#### Estación de Antropoides de Tenerife
Por recomendación de Carl Stumpf, Köhler es contratado como director para la recién establecida Estación de Antropoides de Tenerife, en las islas Canarias, programada bajo el auspicio de Wilhelm Waldeyer y la Academia Prusiana de Ciencias de Berlín. Desde 1913, Köhler se establecerá con su familia en la Casa Amarilla, sede de la Estación de Antropoides en Tenerife, para el estudio y redacción de informes sobre psicología comparada con primates, sustituyendo en el puesto al psicólogo Eugen Teuber. En 1914, el estallido de la Primera Guerra Mundial supondrá el confinamiento de Köhler y su familia en la isla, impidiéndose así el relevo anual en la dirección del centro inicialmente previsto por la Academia. Esta situación convertirá a Köhler en director permanente de la Estación hasta su cierre en 1919. De este periodo destacan sus informes, "Intelligenzprüfungen an Anthropoiden" y "Zur Psychologie des Schimpansen", los cuales compondrían parte de su posterior compilación sobre etología y psicología en antropoides “The Mentality of Apes”.
Paralelamente, el desarrollo de la guerra implicaría el aumento de los recelos sobre la familia Köhler en el Puerto de la Cruz, emplazamiento de la Estación y lugar de residencia para una numerosa comunidad de británicos. Las sospechas recaen directamente sobre W. Köhler, quien presuntamente habría servido como agente de suministros para submarinos militares, o utilizado el laboratorio de primates como estación de radio al servicio del ejército alemán. Finalmente, en 1917, el cónsul británico en Tenerife presentaría una protesta formal a las autoridades españolas donde acusaría directamente a Köhler de suministrar alimentos a los submarinos alemanes. Pese a la oposición de Köhler a abandonar la Casa Amarilla, la sede de la Estación sería trasladada al año siguiente.

#### Instituto de Psicología de Berlín
Durante el curso académico 1920-1921 ejerce como profesor en la Universidad de Gotinga, donde sustituiría a Georg Elias Müller en el año de la jubilación de este.
Tras la publicación de su obra "Die physischen Gestalten in Ruhe und im Stationären Zustand", ("Las formas físicas en reposo y en estado estacionario") el año anterior, Wolfgang Köhler obtiene en 1921 la cátedra de Filosofía de la Universidad de Berlín, sucediendo al propio Carl Stumpf, y asumiendo consecuentemente la dirección del Instituto de Psicología de la Universidad de Berlín, hasta su abandono en 1935. El mismo año, funda en colaboración con Wertheimer, Koffka, Kurt Goldstein y Hans Gruhle la influyente revista sobre psicología perceptual, Psychologische Forschung.
Entre los años 1925 y 1926, ejercería asimismo como profesor visitante en la Universidad de Clark, Massachusetts, asistiendo nuevamente como conferenciante en 1929. En 1934 colabora como conferenciante en las William James Lectures on Phylosophy and Psycology, en la Universidad de Harvard, reproduciendo posteriormente el contenido de su exposición en la obra "The place of values in a world of facts".
Divorciado de Thekla, contrae nuevas nupcias el 9 de julio de 1927 con Lili Harleman, de origen sueco. En 1929 publicará la primera gran obra sistemática dedicada a la psicología gestáltica: "Gestalt Psychology". Una edición revisada de la obra es publicada en 1947 bajo el título "Gestalt psychology: an introduction to new concepts in modern psychology".

#### Traslado a los Estados Unidos
En 1935 Köhler realiza labores como profesor visitante en la Universidad de Chicago. El mismo año, tras sus discrepancias y resistencia frente al control creciente por parte de líderes nazis de las universidades alemanas, se traslada a los Estados Unidos, donde ocupará el puesto de investigador en el Swarthmore College, Pensilvania, hasta su jubilación en 1955.
En 1956, un año después de su jubilación, es elegido presidente de la Asociación Americana de Psicología. El mismo año recibe de esta misma institución el Distinguished scientific contribution award. Al mismo tiempo, continúa prosiguiendo sus investigaciones en el Dartmouth College.
En 1958 ingresa en el listado de académicos invitados para las conferencias Gifford, de la Universidad de Edimburgo. Años después sería conmemorado en Alemania como Ehrenbürger, (ciudadano honorífico), de Berlín. En noviembre de 1966 inaugura las conferencias conmemorativas en honor de su amigo personal Herbert Sydney Langfeld, en Princeton.
Fue asimismo miembro de la Academia Nacional de Ciencias de los Estados Unidos.
Wolfgang Köhler falleció en su casa de Lebanon, en las colinas de Nuevo Hampshire, cerca de Dartmouth, el 11 de junio de 1967.

## Obra
- Köhler, W. "Akustische Untersuchungen. I. Inaugural-DissertatiNon", J. A. Barth, (1909).
- Köhler, W. "Intelligenzprüfungen an Anthropoiden", Kgl. Akad. d. Wiss. (1917).
- Köhler, W. "Zur Psychologie des Schimpansen: v. 5 de Aus der Anthropoidenstation auf Teneriffa", (1921).
- Köhler, W. "The mentality of apes", transl. from the 2nd German edition by Ella Winter. London: Kegan, Trench and New York: Harcourt, Brace and World (1925). Original was Intelligenzprüfungen an Anthropoiden, Berlín 1917. 2ª ed. germana titulada Intelligenzprüfungen an Menschenaffen, Berlín: Springer 1921.
- Köhler, W. "Gestalt psychology". New York: Liveright. London: Bell 1930.
- Köhler, W., Wallach, H. "Figural after-effects: an investigation of visual processes". American Philosophical Society, (1944).[10]
- Köhler, W. "Gestalt psychology: an introduction to new concepts in modern psychology". New York: Liveright (1947).
- Köhler, W. "The Place of Value in a World of Facts". Liveright, 1976, edición reimpresa. (1947)
- Köhler, W. "Dynamics in Psychology". Grove Press, (1960).[11]
- Köhler, W. "The Task of the Gestalt Psychology", Princeton University Press, (1969).[12]
- Henle, M. (ed). "The selected papers of Wolfgang Köhler". New York: Liveright (1971).[13]